# 문수산 (김포)
문수산(文殊山)은 대한민국 경기도 김포시 월곶면 성동리 산 35-1번지에 있는 산으로 해발 고도 376m이다. 김포시 내에서 가장 높은 산으로 조선시대 숙종(肅宗) 때 축성한 산성이 있는데 1866년(고종 3) 병인양요 때 프랑스군이 이곳을 점령하였다고 한다. 문수산 산자락, 산성 안으로는 문수사(文殊寺)가 세워져 있다.

## 산의 위치
김포시 월곶면 성동리와 포내리 일원에 위치하여 강화도의 갑곶진(甲串鎭)을 마주보고 있는 문수산은 한남정맥(漢南正脈)에 속해있는 산으로 칠장산(죽산)에서 시작한 백두대간의 줄기로 도덕산·국사봉(안성)·상봉·달기봉·무너미고개·함박산(函朴山:349.3m, 용인)·학고개·부아산·메주고개(覓祖峴)·석성산·할미성·인성산(仁聖山:122.4m, 용인)·형제봉·광교산(光敎山:582m)·백운산(白雲山:560m)·수리산·국사봉(國思峯:538m)·청계산(淸溪山:618m)·응봉(鷹峰:348m)·관악산·소래산(蘇來山)·성주산(聖住山)·철마산·계양산(桂陽山)·가현봉(歌弦峰)·필봉산(筆峰山)·학운산(鶴雲山)·것고개·김포 문수산 등으로 이어주고 있다.

## 문수산성
문수산성은 숙종 8년(1682)에 강화유수가 강화지역을 보호하기 위해 축성하여 12년이 지난 숙종 20년(1694) 끝낸 산성이다. 조선 말기 병인양요 때 프랑스군과 치열한 격전을 치른 곳으로 유명하다.

## 전해지는 이야기
문수산은 신증동국여지승람에는 비아산으로 나오는데 통진현 읍에서 북쪽 6리에 있는 진산이었다. 기록에는 문수사(文殊寺)와 흥룡사(興龍寺)라는 이름이 적혀있고 '문수사 흥룡사는 함께 비아산에 있다'는 기록이 나온다. 여지승람이 편찬된 중종 25년간(1530년)까지는 적어도 문수사와 흥룡사가 현존했던 것이고 비아산은 문수산을 지칭하는 것으로 보인다.
통진은 지금의 김포 월곶면 일대를 일컫던 지명으로 통진현으로 독립된 지역이었기 때문이다. 한 때는 통진도호부(通津都護府)로 승격되기도 했으나 현재는 김포시의 한적한 면으로 자리잡고 있다.
범우고(梵宇攷) 가 발행된 정조 23년(1799년)에는 흥룡사가 이미 사라져 없는 것으로 기록돼 있다.
또한 전등본말사지(傳燈本末寺誌, 전등사와 그 말사를 기록한 책)에 있는 문수사지(文殊寺誌)에도 ‘통진 비아산 문수사’라는 기록으로 보아 비아산은 지금의 김포 월곶면 문수산 임을 쉽게 짐작할 수 있다.

## 관광
- 평화누리 길(2코스) - 이 코스는 경기 김포시에서 가장 높은 산인 문수산을 따라 조강리 마을로 이어지는 조강철책길을 따라간다. 서해를 항해한 뒤 배를 정박시켜 한성으로 가던 마을이다.[3] 조강리 일대를 지나가는 일부 지역에서는 조강너머 북한의 모습을 볼 수 있다. 대한민국 유일의 한강하구 중립지역인 김포의 특성을 가장 잘 표현할 수 있는 길이자 남과 북을 모두 품은 길이다. 2018년 3월에 ‘걷기 좋은 길’로 선정됐다.[4]

## 같이 보기
- 한국의 산
- 애기봉
- 월곶면
- 경기도의 성 목록
- 병인양요(한성근)